# Manfred Knoche

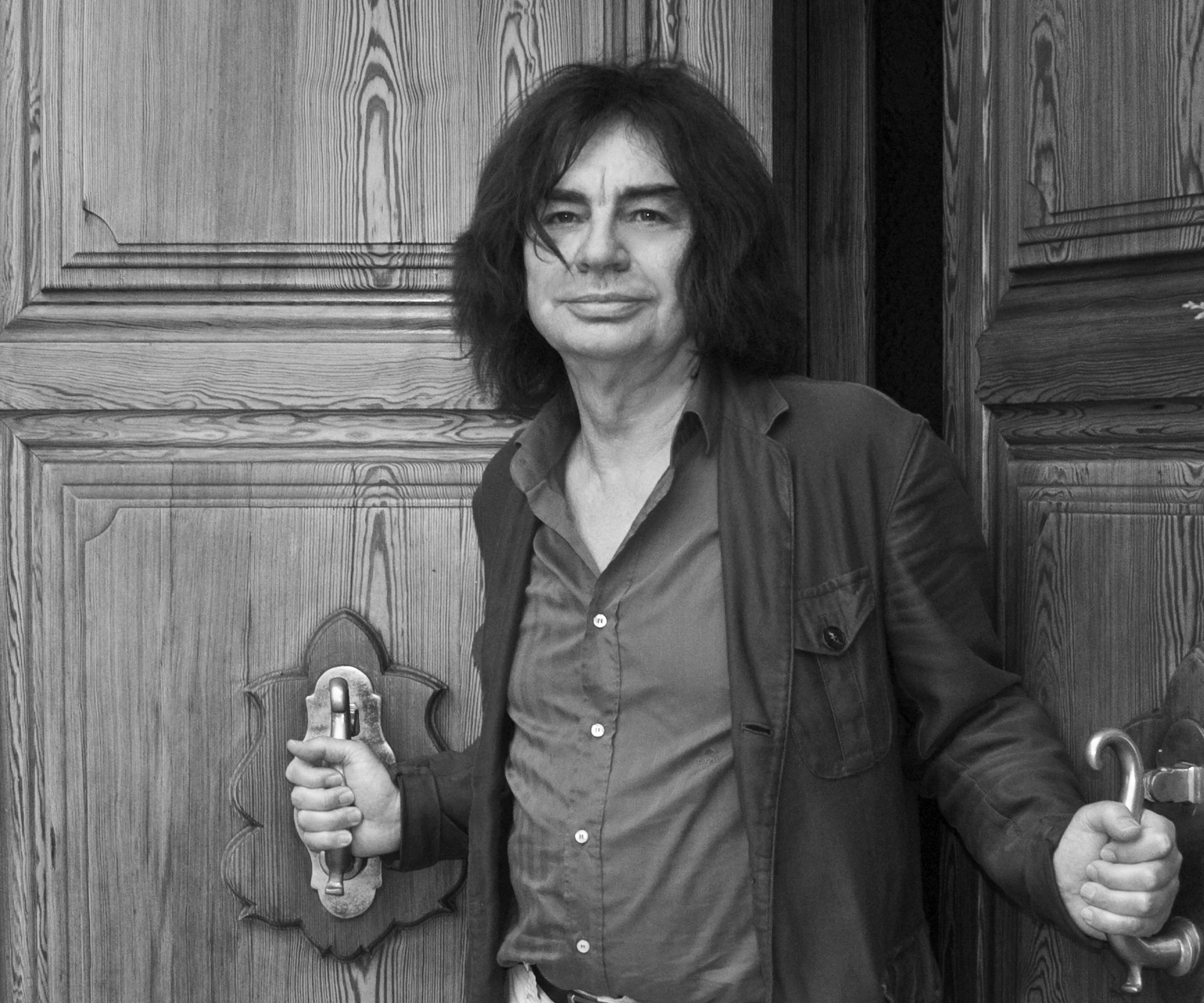
Manfred Knoche im Jahr 2016

Manfred Knoche (* 24. September 1941 in Stralsund) ist ein deutscher Publizistik- und Kommunikationswissenschaftler. Von 1994 bis zu seiner Emeritierung 2009 war er als ordentlicher Universitätsprofessor für Publizistik und Kommunikationswissenschaft mit besonderer Berücksichtigung der Medienökonomie am Fachbereich Kommunikationswissenschaft der Paris-Lodron-Universität Salzburg tätig. Seine wissenschaftlichen Spezialdisziplinen sind Medienökonomie, Medienkonzentration und Kritik der politischen Ökonomie der Medien.

## Akademische Laufbahn
Manfred Knoche studierte von 1967 bis 1972 Publizistik, Geschichte, Soziologie und Politikwissenschaft an der Johannes-Gutenberg-Universität Mainz. 1972 wechselte er an das Institut für Publizistik der Freien Universität Berlin (FU Berlin), wo er das Studium der Publizistik- und Kommunikationswissenschaft, Soziologie, Politikwissenschaft und Wirtschaftswissenschaft 1973 mit Mag. phil. abschloss. 1978 promovierte er an der FU Berlin zum Dr. phil. Von 1974 bis 1979 war er Universitätsassistent am Institut für Publizistik der FU Berlin und von 1979 bis 1983 dort Assistenzprofessor mit dem Arbeitsschwerpunkt „Kommunikationspolitik und Kommunikationsforschung“. 1981 erfolgte seine Habilitation mit der Verleihung der Lehrbefugnis für das Fach Publizistik- und Kommunikationswissenschaft.
1983 wechselte er als Universitätsprofessor für Kommunikationswissenschaft und Direktor des Zentrums für Massenkommunikationsforschung an die Vrije Universiteit Brussel. 1994 folgte er dem Ruf an die Paris-Lodron-Universität Salzburg als Ordentlicher Universitätsprofessor für Publizistik und Kommunikationswissenschaft mit besonderer Berücksichtigung der Medienökonomie. Bis zu seiner Emeritierung 2009 war er Leiter der Abteilung Medienökonomie und Empirische Kommunikationsforschung am Institut für Publizistik- und Kommunikationswissenschaft bzw. am späteren Fachbereich Kommunikationswissenschaft.
Im Sommersemester 1982 vertrat er eine Journalistik-Professur an der Universität Hamburg. Im darauffolgenden Wintersemester lehrte er als Gastdozent an der Universität Salzburg. Während seiner Zeit in Brüssel nahm Knoche Gastprofessuren an der FU Berlin (1984 bis 1986) und der Universität Leipzig (1991) wahr.

## Forschungsschwerpunkte
Die zentralen Forschungsschwerpunkte von Manfred Knoche sind:
- Medienmärkte / Medienkonzentration
- Kritik der Politischen Ökonomie der Medien
- Digitalisierung / Restrukturierung / Transformation der Medienindustrie
- Medienökonomie und Medienpolitik sowie Massenmedien und Politik (Politische Kommunikation)
- Nicht-kommerzielle alternative Medien
- Medieninhaltsanalyse und Medienwirkungsforschung
- Wissenschaftskommunikation und Open Access

Forschung an der Universität Mainz (1967–1972)
In seiner Mainzer Zeit konzentrierte sich Manfred Knoche auf inhaltsanalytische Untersuchungen zur Tagespresse und veröffentlichte als Student seine ersten beiden wissenschaftlichen Publikationen in der renommierten Fachzeitschrift Publizistik, die „Fragestellungen und methodische Ausrichtung der späteren Mainzer Schule spiegeln“.
Forschungsschwerpunkte an der Freien Universität Berlin (1972–1983)
In seiner Berliner Zeit beschäftigte er sich vor allem mit Forschungen zur Presseökonomie und Pressekonzentration, zur Entwicklung elektronischer Medien und den Auswirkungen dieser damals neuen Informations- und Kommunikationstechniken auf die Presse sowie mit der Analyse der Jugendpresse.
Die Analyseverfahren und Ergebnisse seiner vielfältigen Forschungsarbeiten zum Zusammenhang von publizistischer und ökonomischer Konzentration im Pressebereich bildeten die Basis seiner Dissertation „Einführung in die Pressekonzentrationsforschung. Theoretische und empirische Grundlagen – Kommunikationspoltische Voraussetzungen.“
Zusammen mit dem Kommunikationswissenschaftler Jörg Aufermann, dem Wirtschaftstheoretiker Bernd-Peter Lange und dem Medienökonomen Axel Zerdick führte Manfred Knoche im Rahmen des kommunikationswissenschaftlichen und -politischen Forschungsprogramms der Bundesregierung Deutschland das interdisziplinäre Forschungsprojekt über die „Entwicklung der AV-Medien unter dem Aspekt intermediärer Konkurrenz und Konzentration auf nationaler und supranationaler Ebene“ durch.
Als dritter Forschungsstrang kann die Durchführung des mehrjährigen Projekts „Nicht-kommerzielle Jugendpresse in der Bundesrepublik Deutschland“ (1975 bis 1980) genannt werden. Die „Projektgruppe Jugendpresse“ leistete Pionierarbeit, indem sie erstmals alle in der BRD und Berlin erscheinenden Jugendzeitungen und -zeitschriften erfasste und Daten zur Situation der Jugendpresse-Redakteure und -Leser erhob. Die Ergebnisse des methodisch anspruchsvollen und aufwendigen Projektes wurden in vier Bänden veröffentlicht.
Forschungsschwerpunkte an der Vrije Universiteit Brüssel (1983–1994)
Entwicklungen und Auswirkungen neuer Kommunikationstechnologien auf die Medienindustrie bildeten seinen Forschungsschwerpunkt an der Vrije Universiteit Brussel in den 1980er Jahren. Allem voran stand hier das groß angelegte empirische FAST COM 2-Projekt „Impact of New Communication Technologies on Media Industry in the EC-Countries“ im Rahmen des Forschungsprogramms FAST (Forecasting and Assessment in Science and Technology) der Kommission der Europäischen Gemeinschaften. Kern dieses Projekts waren die Beiträge eines Experten-Netzwerks von Wissenschaftlern aus allen (damals zehn) Mitgliedstaaten der EG sowie aus den USA und Japan zur Zukunft elektronischer Massenmedien. Lange Zeit bevor in der Medien- und Kommunikationswissenschaft die Entwicklung der Medienindustrie unter dem Stichwort „Digitalisierung“ diskutiert wurde, war dieses Projekt auf die (zukünftige) Entwicklung „Neuer Medientechnologien“ und die Wirkung „Neuer Massenmedien“ konzentriert.
Das im Rahmen des Forschungsschwerpunkts „Medienwirkungen“ der Deutschen Forschungsgemeinschaft (DFG) an der Freien Universität Berlin durchgeführte langfristige empirische Forschungsprojekt zur Medienwirkungsforschung (1983–1990) diente zum einen der Integration von kommunikations- und politikwissenschaftlichen Ansätzen, zum anderen der Methodenkombination von langfristigen Inhaltsanalysen und Panel-Befragungen, die als dynamisches Modell spezifiziert worden sind. Schließlich wurde zum Forschungsfeld „Politik und Massenmedien“ erstmals die massenmediale politische Kommunikation im Kontext einer „neuen kleinen oppositionellen“ Partei (DIE GRÜNEN) in den Vordergrund gestellt.
Anfang der 1990er Jahre forschten die beiden Medienökonomen Manfred Knoche und Axel Zerdick, die schon in den 1970er und 1980er Jahren an der FU Berlin intensiv zusammengearbeitet hatten, umfangreich zum Pressevertriebssystem des Postzeitungsdienstes.
Forschungsschwerpunkte an der Universität Salzburg (1994 – heute)
Auch an der Universität Salzburg führte Manfred Knoche geförderte empirische Forschungsprojekte durch, unter anderem zur Analyse des Postzeitungsdienstes in ausgewählten europäischen Ländern. zu kartellrechtlichen Regelungen für Fusionen und Kooperationen im Bereich Presse und Pressegroßhandel in Europa und den USA sowie zur Entstehung und Entwicklung freier nicht-kommerzieller Radios.
Im Vordergrund steht jedoch weiterhin seine Theorieentwicklung zur Medienkonzentration, zur Kritik der politischen Ökonomie der Medien und zur Wissenschaftskommunikation mit dem Schwerpunkt Open-Access-Publikationen (siehe im folgenden Abschnitt „Theorieentwicklung“). Dabei geht es ihm um eine medien- und politökonomische Beschreibung, Erklärung und Prognose der Entwicklung von Medienindustrie, Journalismus und massenmedialer Öffentlichkeit. Auf dieser Basis versucht er insbesondere, die mit der Digitalisierung verbundenen Restrukturierungen und Transformationen in der Medienindustrie mit dem Wirken der grundsätzlichen kapitalistischen Produktionsweise als Triebkraft für deren Entwicklung zu erklären.
Manfred Knoche ist Gründungsmitglied des 2017 gegründeten Netzwerks Kritische Kommunikationswissenschaft. Bei der Gründungstagung in München hielt er eine Keynote zum Thema „Kritische Kommunikationswissenschaft mit Kritik der Kommunikationswissenschaft: Wer ist wie kritisch unter welchen Bedingungen?“

## Theorieentwicklung
Manfred Knoche hat bereits in den 1970er Jahren am Institut für Publizistik der Freien Universität Berlin in enger transdisziplinärer Zusammenarbeit mit Axel Zerdick empirische und theoretische Grundlagen zur Entwicklung einer kritischen kommunikationswissenschaftlichen Medienökonomie und Medienkonzentrationsforschung gelegt. 1979 wurde von den beiden medienökonomischen „Schwergewichten“ zusammen mit dem Rechtswissenschaftler Siegfried Klaue an der Freien Universität Berlin ein interdisziplinäres Experten-Colloquium über „Probleme der Pressekonzentrationsforschung“ organisiert, welches der Medienökonom und Kommunikationswissenschaftler Klaus Beck (Universität Greifswald) als ein historisches „Who is Who der Pressekonzentrationsforschung“ charakterisiert.
Vor diesem Experten-Colloquium hat Manfred Knoche in seinem als Dissertation vorgelegten Grundlagenwerk „Einführung in die Pressekonzentrationsforschung“ auf Basis der historischen kommunikationspolitischen und publizistikwissenschaftlichen Ausgangspositionen die methodischen Ansätze und empirischen Ergebnisse publizistikwissenschaftlicher Konzentrationsforschung präsentiert. Zugleich ging es ihm um die allgemeinen wirtschaftstheoretischen Voraussetzungen zu Wettbewerb, Konkurrenz und Konzentration als Grundlage für Wettbewerbsordnung und Konzentrationspolitik in der Bundesrepublik Deutschland sowie um die Systematisierung der begrifflichen und methodischen Grundlagen für die Konzentrationsmessung im Zeitungsgewerbe. Darüber hinaus enthält die Arbeit einen beachtenswerten Exkurs zur „Entwicklung der Publizistikwissenschaft von einer historisch-normativen zu einer empirisch-analytischen Disziplin“.
Eine wesentliche wissenschaftliche Leistung von Manfred Knoche ist unter anderem darin zu sehen, dass er die kommunikationswissenschaftliche Medienkonzentrationsforschung von empirischen Studien zu einer kapitalismuskritischen Medienkonzentrationstheorie im medienpolitischen Zusammenhang entwickelt hat. Zu deren Fundierung hat er im Kontext der Marx’schen Kritik der politischen Ökonomie die „Ideologie- und Apologetik-Funktionen der verschiedenen neoklassischen bis neoliberalen wirtschaftswissenschaftlichen Wettbewerbstheorien und der darauf aufbauenden staatlichen Wettbewerbspolitik“ analysiert und grundlegend kritisiert. Sichtbar werden dabei die herrschenden wettbewerbspolitischen Leitbilder als Legitimation von Konzentration und staatlicher Konzentrationsförderungspolitik, anstelle von angeblicher Konzentrationsbekämpfung. Damit hat er zum Problembereich Medienkonzentration den herrschenden traditionellen apologetisch-normativen Wettbewerbstheorien eine kritisch-empirische Konzentrationstheorie entgegengestellt. Seine theoretisch-methodische Basis eines internationalen Vergleichs zur Medienkonzentration ist der von Karl Marx analysierte Zusammenhang von Produktionsweise und Kapital-Akkumulation als einem Wesensmerkmal des Kapitalismus, entsprechend auch für die Medieneigentumskonzentration im Kapitalismus.
Kritik der politischen Ökonomie der Medien
Über die kritische Medienkonzentrationstheorie hinausgehend hat Manfred Knoche – in deutlicher Abgrenzung zu Ansätzen einer Neuen Politischen Ökonomie (Ökonomik) für den Medienbereich – grundlegende Ansätze einer Kritik der politischen Ökonomie der Medien als erklärende Theorieelemente entwickelt. Grundlegend ist hierzu seine Buch-Publikation "Critique of the Political Economy of the Media: Foundations and Applications" (2025).
Im Mittelpunkt steht dabei die kritische Analyse der gesellschaftlich-politischen Probleme, die mit dem herrschenden Privateigentum an Produktionsmitteln im Medienbereich verbunden sind. Diese hat er im Kontext einer allgemeinen Gesellschafts- und Kapitalismuskritik als Herrschafts- und Machtkritik konkret auf diverse Gegenstandsbereiche der Publizistik-, Medien- und Kommunikationswissenschaft angewandt, unter anderem auf Werbung, „Neue Medien“ und den Medienstrukturwandel.
Christian Fuchs (von 2013 bis 2022 Professor für Medien, Kommunikation & Gesellschaft an der Londoner University of Westminster und zugleich Direktor des dortigen Communication and Media Research Institute CAMRI, ab Sommersemester 2022 Professor für Mediensystem und Medienorganisation an der Universität Paderborn) charakterisiert Knoches Ansatz unter anderem mit einer Zitierung folgender Aussage von Manfred Knoche: „Zu den Grundfragen einer kommunikationswissenschaftlichen Medienökonomie als Kritik der politischen Ökonomie der Medien gehört die Analyse des Verhältnisses von Medien und kapitalistischer Gesellschaft, also die Rolle der Medien für das gesamte materielle, wirtschaftliche, gesellschaftliche, soziale, politische und kulturelle menschliche Leben.“ „Ohne Manfred Knoche gäbe es keine Kritik der Politischen Ökonomie der Medien und Kommunikation im deutschsprachigen Raum.“
Sebastian Sevignani (Kommunikationswissenschaftler und Soziologe an der Universität Jena) fasst im Handbuch für Medienökonomie zusammen: „Manfred Knoche beschreibt vier ökonomische und gesellschaftliche (Haupt-)Funktionen, welche die Medienproduktion für Einzelkapitale aber auch für das Gesamtkapital und den kapitalistischen Staat erfüllt: Erstens, die Kapitalverwertungsfunktion für die Medienwirtschaft. Zweitens, die Absatz-, Werbe- und PR-Funktion für die übrige Wirtschaft. Drittens, Funktionen der Legitimations- und Herrschaftssicherung, sowie die Förderung eines allgemeinen Konsumklimas und, viertens, Funktionen der Regeneration und Qualifizierung des Arbeitsvermögens als Basis für die Kapitalverwertung.“

Im Mittelpunkt von Knoches jüngster Forschungsarbeit und Theorieentwicklung steht die Kritik der politischen Ökonomie der Wissenschaftskommunikation, im Speziellen als Ideologiekritik des herrschenden wissenschaftlichen Publikationssystems über Wissenschaftsverlage, inklusive der herrschenden Open-Access-Strategien von Verlagen, Universitäten und wissenschaftlichen Förderungseinrichtungen. Im Abstract zu seiner diesbezüglichen zentralen Publikation heißt es:
„Ausgehend von einer theoretisch-methodischen Fundierung einer wissenschaftlichen Ideologiekritik werden exemplarisch die Produktions-, Distributions- und Verwertungsverhältnisse von Wissenschaftskommunikation analysiert. Im Mittelpunkt steht die Kritik an Verlags-Geschäftsmodellen zu Open-Access-Publikationen, die von Wissenschaft und Politik propagiert und implementiert werden. Damit werden wissenschaftliche Publikationen weiterhin als Waren gehandelt. Die bestehenden Herrschafts- und Machtverhältnisse werden reproduziert. Demgegenüber werden die emanzipatorischen Potenziale einer auf Basis der Digitalisierung von Produktion und Distribution möglichen nicht-kommerziellen Wissenschaftskommunikation aufgezeigt.“

## Stellung in der Kommunikationswissenschaft
Klaus Beck würdigt Manfred Knoche als einen „der Protagonisten der kritischen Pressekonzentrationsforschung“, der „die Grundfrage der kommunikationswissenschaftlichen Medienökonomie empirisch bearbeitet, nämlich, welche publizistischen Folgen ökonomische Strukturen (und deren Veränderungen) haben.“ Darüber hinaus bezeugt er, dass Knoche durch seine Lehrtätigkeiten in Berlin, Brüssel und Salzburg sowie sein Engagement in der Fachgruppe Medienökonomie der Deutschen Gesellschaft für Publizistik- und Kommunikationswissenschaft „maßgeblich dazu beigetragen (hat), aus der Berliner ‚Spezialität‘ eine im Fach anerkannte Teildisziplin zu machen.“ Auch die Medienökonomin und Kommunikationswissenschaftlerin Gabriele Siegert (Universität Zürich) stellt heraus: „Damit war er bei den Analysen zur Presseökonomie und Pressekonzentration einer der Pioniere im deutschsprachigen Raum.“
Der Kommunikationswissenschaftler und Blexkom-Herausgeber Michael Meyen (Ludwig-Maximilians-Universität München) bezeichnet Manfred Knoche in seinem Beitrag im Biografischen Lexikon der Kommunikationswissenschaft (Blexkom) als einen „Solitär“ und mit Hinweis auf die Charakterisierung von Andreas Scheu (Privatdozent für Kommunikationswissenschaft an der Universität Münster) als den „einzigen Vertreter einer ‚Kritischen Kommunikationswissenschaft‘ im deutschsprachigen Raum, der voll und ganz mit der ‚kritischen‘ Perspektive identifiziert werden kann und sich eindeutig innerhalb des Feldes der Kommunikationswissenschaft positionieren konnte“. Dabei „blieb Manfred Knoche nicht nur Karl Marx und seiner Herkunftsdisziplin treu, sondern schaffte es auch, im deutschsprachigen Raum auf eine Professur berufen zu werden (1994 in Salzburg). Auch nach seiner Emeritierung 2009 blieb er im Fach als Vertreter eines kapitalismuskritischen Ansatzes präsent, der sich auf die politische Ökonomie der Medien konzentriert.“
Christian Fuchs, Mitherausgeber der Online-Zeitschrift tripleC: Communication, Capitalism & Critique und bedeutsamer Vertreter einer Kritik der politischen Ökonomie der Medien und Kommunikation, beurteilt die Stellung von Manfred Knoche in der Kommunikationswissenschaft ähnlich wie Meyen und Scheu: „Mit Ausnahmen, wie der Professur von Manfred Knoche in Salzburg (1994–2009), hat sich der Ansatz der Kritik der politischen Ökonomie aber in der deutschsprachigen Medien- und Kommunikationswissenschaft nicht institutionalisiert.“ Fuchs weist in seinem Beitrag zudem darauf hin, dass im deutschsprachigen Raum – im Gegensatz etwa zu Großbritannien – die Entwicklung einer kapitalismuskritischen Kommunikationsforschung aus politischen Gründen stark behindert wurde.

## Publikationen
- Berliner Autorenkollektiv Presse: Wie links können Journalisten sein? Pressefreiheit und Profit. Rowohlt, Reinbek bei Hamburg 1972, ISBN 3-499-11599-9.
- Manfred Knoche, Thomas Krüger: Presse im Druckerstreik. Eine Analyse der Berichterstattung zum Tarifkonflikt 1976. Volker Spiess, Berlin 1978, ISBN 3-920889-66-5.
- Manfred Knoche (1978): Einführung in die Pressekonzentrationsforschung. Theoretische und empirische Grundlagen – Kommunikationspolitische Voraussetzungen. Volker Spiess, Berlin 1978, ISBN 3-920889-79-7.
- Manfred Knoche, Siegfried Klaue, Axel Zerdick (Hrsg.): Probleme der Pressekonzentrationsforschung. Ein Expertencolloquium an der Freien Universität Berlin. Nomos, Baden-Baden 1980, ISBN 3-7890-0593-2.
- Els de Bens, Manfred Knoche (Hrsg.): Electronic Mass Media in Europe. Prospects and Developments. A Report from the FAST-Programme of the Commission of the European Communities. Reidel/Kluwe, Dordrecht/Boston/Lancaster/Tokyo 1987, ISBN 90-277-2567-5.
- Manfred Knoche, Monika Lindgens: Grüne, Massenmedien und Öffentlichkeit. In: Joachim Raschke (Hrsg.): Die Grünen. Wie sie wurden, was sie sind. Bund-Verlag, Köln 1993, S. 742–768.
- Manfred Knoche: Konzentrationsboom und Forschungsdefizite. Von der Presse- zur Medienkonzentrationsforschung. In: Klaus-Dieter Altmeppen (Hrsg.): Ökonomie der Medien und des Mediensystems. Grundlagen, Ergebnisse und Perspektiven medienökonomischer Forschung. Westdeutscher Verlag, Opladen 1996, S. 101–120.
- Manfred Knoche: Media Economics as a Subdiscipline of Communication Science. In: Hans-Bernd Brosius, Christina Holtz-Bacha (Hrsg.): The German Communication Yearbook. Hampton Press, Cresskill, NJ 1999, ISBN 1-57273-295-4, S. 69–100.
- Manfred Knoche: Das Kapital als Strukturwandler der Medienindustrie - und der Staat als sein Agent? Lehrstücke der Medienökonomie im Zeitalter digitaler Kommunikation. In: Manfred Knoche, Gabriele Siegert (Hrsg.): Strukturwandel der Medienwirtschaft im Zeitalter digitaler Kommunikation. R. Fischer, München 1999, S. 149–193.
- Manfred Knoche: Kapitalisierung der Medienindustrie aus politökonomischer Perspektive. In: Medien & Kommunikationswissenschaft. Jg. 49, Nr. 2, 2001, S. 177–194.
- Manfred Knoche: Kommunikationswissenschaftliche Medienökonomie als Kritik der Politischen Ökonomie der Medien. In: Gabriele Siegert (Hrsg.): Medienökonomie in der Kommunikationswissenschaft. Bedeutung, Grundfragen und Entwicklungsperspektiven. Manfred Knoche zum 60. Geburtstag. LIT, Münster/Hamburg/London 2002, S. 101–109.
- Manfred Knoche: Medienökonomische Theorie und Ideologie im Kapitalismus – Einige zitatengestützte Überlegungen zu Marie Luise Kiefers „Medienökonomik“ aus der Sicht einer Kritischen Politischen Ökonomie der Medien. In: Christa-Maria Ridder, Wolfgang R. Langenbucher, Ulrich Saxer, Christian Steininger (Hrsg.): Bausteine einer Theorie des öffentlich-rechtlichen Rundfunks. Festschrift für Marie Luise Kiefer. VS Verlag für Sozialwissenschaften, Wiesbaden 2005, S. 406–435.
- Manfred Knoche: Medienkonzentration und Meinungsvielfalt. Von empirischen Studien zur kapitalismuskritischen Medienkonzentrationstheorie. In: Jürgen Wilke (Hrsg.): Die Aktualität der Anfänge. 40 Jahre Publizistikwissenschaft an der Johannes Gutenberg-Universität Mainz. Herbert von Halem Verlag, Köln 2005, S. 98–114.
- Manfred Knoche: Medienkonzentration als Macht- und Legitimationsproblem für Politik und Wissenschaft. Kritisch-empirische Konzentrationstheorie versus apologetisch-normative Wettbewerbstheorie. In: Petra Ahrweiler, Barbara Thomaß (Hrsg.): Internationale partizipatorische Kommunikationspolitik. Struktur und Visionen. Festschrift zum 60. Geburtstag von Hans J. Kleinsteuber. LIT, Münster/Berlin/Hamburg/London/Wien 2005, S. 117–140.
- Manfred Knoche: Krisenhafte kapitalistische Produktionsweise als Triebkraft eines langfristigen Strukturwandels (in) der Medienindustrie. Erklärende Theorieelemente einer Kritik der politischen Ökonomie der Medien. In: Wolfgang Seufert, Felix Sattelberger (Hrsg.): Langfristiger Wandel von Medienstrukturen: Theorie, Methoden, Befunde. Nomos, Baden-Baden 2013, S. 87–111.
- Manfred Knoche: Medienkonzentration. In: Barbara Thomaß (Hrsg.): Mediensysteme im internationalen Vergleich. 2., überarbeitete Auflage. UKV Verlagsgesellschaft, Konstanz 2013, S. 135–160.
- Manfred Knoche: Befreiung von kapitalistischen Geschäftsmodellen. Entkapitalisierung von Journalismus und Kommunikationswissenschaft aus Sicht einer Kritik der politischen Ökonomie der Medien. In: Frank Lobigs, Gerret von Nordheim (Hrsg.): Journalismus ist kein Geschäftsmodell. Aktuelle Studien zu Ökonomie und Nicht-Ökonomie des Journalismus. Nomos, Baden-Baden 2014, S. 141–266.
- Manfred Knoche: The Media Industry’s Structural Transformation in Capitalism and the Role of the State: Media Economics in the Age of Digital Communications. In: tripleC: Communication, Capitalism & Critique. Vol 14, No 1, 2016, S. 18–47.
- Manfred Knoche: The Crisis-Ridden Capitalist Mode of Production as Driving Force for Restructurations and Transformations in and of the Media Industry: Explanatory Theoretical Elements of a Critique of the Political Economy of the Media. In: TripleC: Communication, Capitalism & Critique. Vol 17, No 2, 2019, S. 287–307.
- Manfred Knoche: Kritik der politischen Ökonomie der Wissenschaftskommunikation als Ideologiekritik: Open Access. In: Uwe Krüger, Sebastian Sevignani (Hrsg.): Ideologie, Kritik, Öffentlichkeit: Verhandlungen des Netzwerks Kritische Kommunikationswissenschaft. Leipzig 2019, S. 140–174.
- Manfred Knoche: Science Communication and Open Access: The Critique of the Political Economy of Capitalist Academic Publishers as Ideology Critique. In: tripleC: Communication, Capitalism & Critique. Vol 18, No 2, 2020, S. 508–534.
- Manfred Knoche: Capitalisation of the Media Industry From a Political Economy Perspective. In: tripleC: Communication, Capitalism & Critique, Vol 19, No 2, 2021, S. 325–342.
- Manfred Knoche: Media Concentration: A Critical Political Economy Perspective. In: tripleC: Communication, Capitalism & Critique, Vol 19, No 2, 2021, S. 371–391.
- Manfred Knoche: Medien, Journalismus und Öffentlichkeit im Familien-Privateigentum. Zur Kritik der politischen Ökonomie kapitalistischer Medienunternehmen. In: Selma Güney, Lina Hille, Juliane Pfeiffer, Laura Porak, Hendrik Theine (Hrsg.): Eigentum, Medien, Öffentlichkeit. Verhandlungen des Netzwerks Kritische Kommunikationswissenschaft. Frankfurt/Main 2023, S. 55–75.
- Manfred Knoche: Media, Journalism, and the Public Sphere in Private Family Ownership. On the Critique of the Political Economy of Capitalist Media Enterprises. In: tripleC: Communication, Capitalism & Critique. Vol 21, No 2, 2023, S. 92-106.
- Manfred Knoche: Advertising – a Necessary “Elixir of Life” for Capitalism: On the Critique of the Political Economy of Advertising. In: tripleC: Communication, Capitalism & Critique. Vol 21, No 2, 2023, S. 122-139.
- Manfred Knoche: Development of Media Technologies as “New Media” from the Perspective of a Critique of the Political Economy of the Media. In: tripleC: Communication, Capitalism & Critique. Vol 22, No 1, 2024, S. 25-43.
- Manfred Knoche: Alternative Media: Free from State, Market, and Capital(ism)? On the Antagonisms of Alternative Media and the Alternative Economy. In: tripleC: Communication, Capitalism & Critique. Vol 22, No 2, 2024, S. 518-533.
- Manfred Knoche: Critique of the Political Economy of the Media: Foundations and Applications. University of Westminster Press, London 2025.